# مرغک ۱
مرغک ۱ یک منطقهٔ مسکونی در ایران است که در دهستان رامجین واقع شده‌است. مرغک ۱ ۷۰ نفر جمعیت دارد.